# Melseledijk
Melseledijk is een straat, dijk en gehucht in Melsele en Kallo, deelgemeenten van Beveren-Kruibeke-Zwijndrecht in de Belgische provincie Oost-Vlaanderen. De wijk ligt in het noorden van de bebouwde kom van Melsele, anderhalve kilometer ten noordwesten van de dorpskern. De dijk en straat lopen vanaf daar twee kilometer noordwaarts tot aan het dorpscentrum van Kallo. De dijk ligt tussen de Beverenpolder in het westen en de Melselepolder in het oosten.

## Geschiedenis
Op de Ferrariskaart uit de jaren 1770 is de dijk weergegeven als den Melsele Dyck, tussen de Beveren Polder en de Melsele Polder. In het zuiden toont de kaart bebouwing, net ten westen van het gehucht Den Briel. De Atlas der Buurtwegen toont dit gehucht rond het zuiden van de Melseledijk als het gehucht Melselehoek en ook de Vandermaelenkaart uit het midden van de 19de eeuw geeft de gehuchtnaam Melsele Hoek. 
Kaarten in de tweede helft van de 20ste eeuw vermelden de gehuchtnaam Melseledijk. De dijk zelf werd tegen de jaren 1960 doorsneden door de aanleg van de expresweg N49 tussen Linkeroever en Zelzate, aanvankelijk met gelijkvloerse kruising, daarna een ongelijkvloerse kruising, waarbij de expresweg werd omgevormd tot de autosnelweg A11/E34.
Door de aanleg van nieuwe woonwijken op het eind van de 20ste eeuw en begin van de 21ste eeuw raakte het gehucht vergroeid met de omliggende wijken ten zuiden, zoals Gaverland en het dorpscentrum zelf van Melsele.

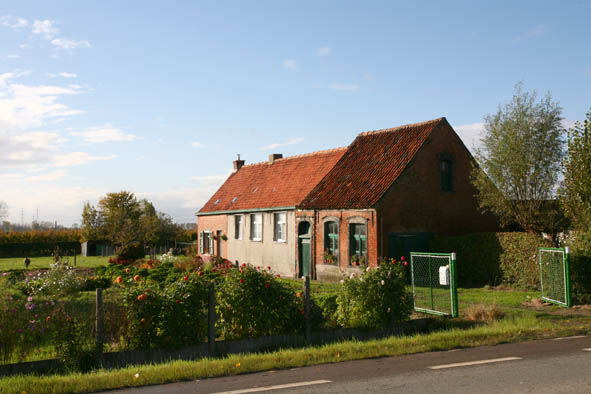
Boerenwoning aan de Melseledijk
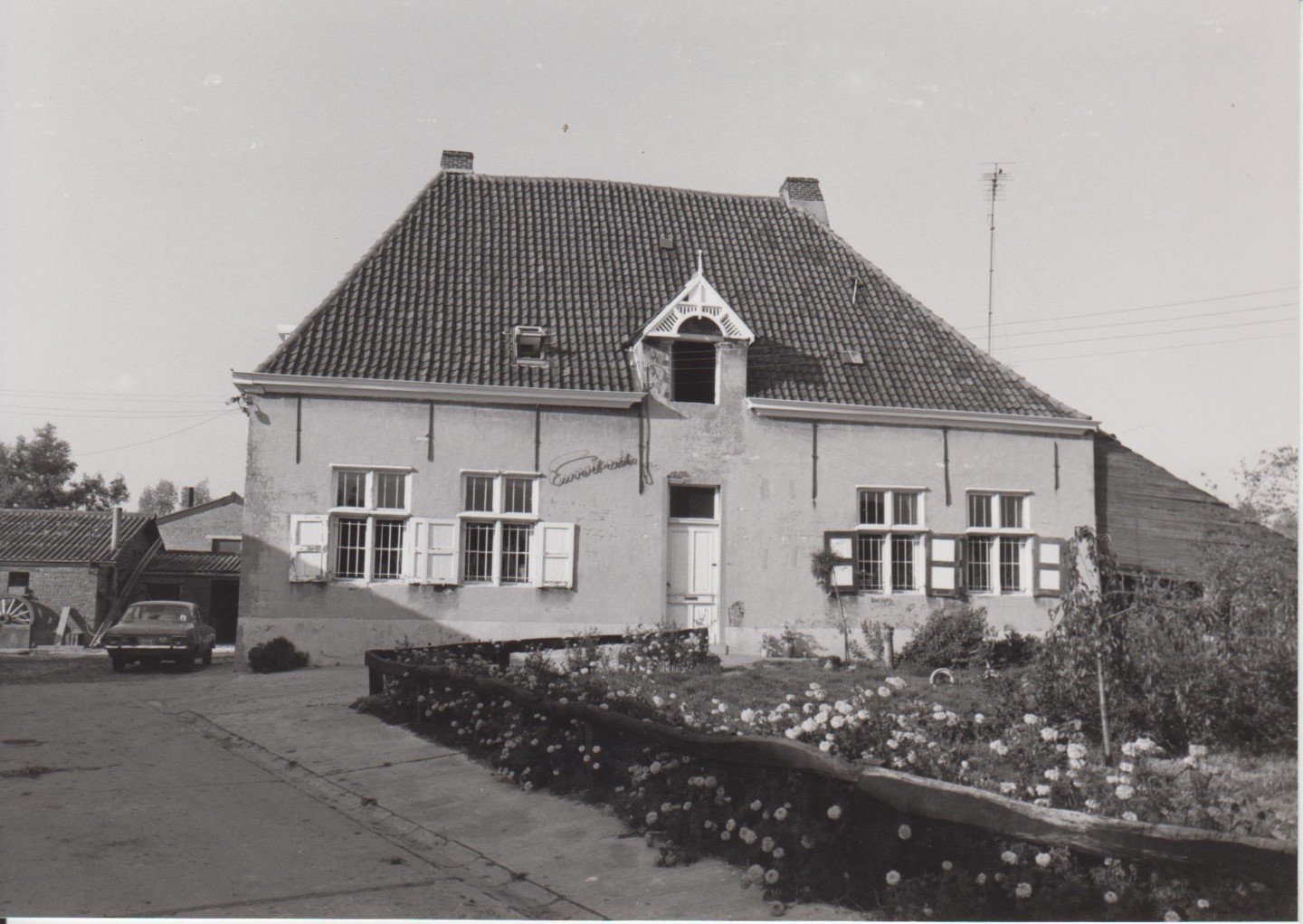
Hoeve Euverbracke nabij Melseledijk

Deelgemeenten: Bazel · Beveren · Burcht · Doel · Haasdonk · Kallo · Kieldrecht · Kruibeke · Melsele · Rupelmonde · Verrebroek · Vrasene · Zwijndrecht

Overige dorpen en gehuchten: Beestenhoek · Bloempot · De Bank · Doorn · Es · Gaverland ·  Geslecht · Groot Laar · Halve Maan · Hoogeinde · Hoogstraat · Kalishoek (Doel) · Kalishoek (Melsele) · Kemphoek · Klein Laar · Melseledijk· Mosselbank (Haasdonk) · Mosselbank (Vrasene) · Nieuwe Parochie · Ouden Doel · Oudendijk · Ponjaard · Prosperpolder · Puiput · Rapenberg · Rapenburg · Saftingen · Sint-Antoniushoek · Smoutpot · Stenen Kruis · Tijskenshoek · Vendoorn · Verrebroekse Blikken · Vijfstraten · Vliegenstal · Voshoek · Westakkers · Wilden Haan · Zillebeek · Zwaantje

Belgische gemeenten · Arrondissement Sint-Niklaas · Oost-Vlaanderen · Vlaanderen